# 聯盟式行銷
联盟营销（Association Marketing或Affiliate Marketing，簡稱Aff）又稱聯盟式行銷、聯盟行銷，是一种基于业绩的营销方式，一家企業會請求其他企業或個人幫忙促銷產品，其他企業或個人只要給該企業帶來一位访客或客户，企業都會獎勵幫忙促銷的企業和個人。其他企業和個人引流至該企業的客戶越多，獲得的獎勵也越多。随着互联网的发展，现在已出现了网络联盟营销。

## 歷史
联盟营销起源於亚马逊公司，1996年7月，亚马逊公司 開啟了「Amazon Associates Program」，亞馬遜開發了產品鏈接工具和報告工具，讓推廣者可以方便使用「 Banner」和文字來連接到亞馬遜產品頁面並且讀取報告；當讀者點擊推廣者的連結到亞馬遜的主頁並產生購買行為，推廣者就可以賺取傭金。各網站可以透過聯盟計畫的合作，將自己的網站當成一個入口網站，來引導自己的顧客點選到其他有興趣的合作網站，彼此交叉銷售，並互相收取轉介佣金（Reference Fee）。

## 佣金計算
当前主要的佣金计算方式是收入分成（Revenue sharing）和按销量付费（Pay per sale），常见的佣金计算方式还有每行动成本（CPA），每点击付费（CPC），千次印象费用（CPM）。
在网络聯盟式行銷中，每行动成本（CPA）和每点击付费（CPC）会更为普遍